# Philip Taylor
Philip Taylor (ur. 20 marca 1985) – brytyjski lekkoatleta, specjalizujący się w biegu na 400 m. 

## Najważniejsze osiągnięcia
| Rok  | Rodzaj zawodów            | Miasto     | Konkurencja        | Miejsce | Wynik   |
| ---- | ------------------------- | ---------- | ------------------ | ------- | ------- |
| 2007 | Halowe mistrzostwa Europy | Birmingham | Sztafeta 4 x 400 m | 1       | 3:07,04 |
| 2009 | Halowe mistrzostwa Europy | Turyn      | Sztafeta 4 x 400 m | 2       | 3:07,04 |

## Rekordy życiowe
- Bieg na 400 m (hala) - 47.16 (2009)